# Couvent des Bénédictines de Notre-Dame-de-Consolation
Le couvent des Bénédictines de Notre-Dame-de-Consolation, dites aussi Bénédictines du Cherche-Midi, est un ancien monastère situé à Paris, dans l'actuel 6e arrondissement, à l'emplacement des n°23 à 31 rue du Cherche-Midi.
Ce couvent recevait des jeunes filles à instruire, mais aussi servait de retraite à des femmes qui venaient s'y réfugier ou s'y repentir.

## Histoire

### La fondation du couvent
En 1633, des religieuses Augustines de la congrégation de Notre-Dame, établies à Laon pour l’instruction des jeunes filles, viennent à Paris en 1633 afin d’y former un couvent. Le 13 mai 1634, elles achètent à Louis Le Barbier un emplacement dans la rue du Cherche-Midi. 
Autorisées par l’abbé de Saint-Germain et munies de lettres patentes du roi, elles y font construire un monastère qu'elles placent sous l’invocation de Saint-Joseph. 
Mais, s'étant considérablement endettées pour fonder leur maison, les religieuses voient leur monastère saisi par leurs créanciers et mis en vente. Pour éviter cela, Marie Éléonore de Rohan-Guéméné, abbesse de Malnoue, leur vient en aide en 1653. Un arrangement est alors passé entre les religieuses et Mme de Rohan, par lequel la Congrégation de Saint-Joseph promet de se soumettre à la règle de Saint-Benoît en entrant dans une communauté nouvelle dépendante de l'abbaye de Malnoue sous le vocable de Notre-Dame de Consolation. En 1669, la situation est définitivement purgée avec les créanciers, et la nouvelle communauté est autorisée par l'archevêque de Paris sous le nom de Religieuses bénédictines de Notre-Dame de Consolation de Chasse-Midi.
L'église est reconstruite en 1738.
En 1788, la pension d'éducation y coutait 600 livres.

### La disparition du couvent
Supprimé en 1790, les religieuses ne sont expulsées qu'en juillet 1792.
Ce couvent qui contenait en superficie 2 714 m² est vendu en six lots en 1796. Le plus grand des lots qui comprend l'église, comporte l'obligation d'ouvrir une rue, aujourd'hui la rue d'Assas.
Il ne reste plus aucune trace du couvent aujourd'hui.

## Prieures perpétuelles à partir de 1669
Nota : jusqu'à sa mort, Marie Éléonore de Rohan est Supérieure majeure.
- 1669 : Françoise de Longaunay de Franqueville
- 1695 : Charlotte de Longaunay
- 1712 : Marie de Wamesley, Sœur de Saint-Benoît
- 1724 : Anne Mérault, Sœur de Sainte-Madeleine
- 1735 : Louise de La Jarie, Sœur de Saint-Placide
- [?] : Catherine Riché, Sœur de Sainte-Rosalie
- 1776 : Mme de Bourbon-Busset
- 1779 : Anne Hannès, Sœur de Sainte-Cécile
- 1788 : Louise Bourgeois, Sœur de Saint-Bernard